# ASB Classic 2025
Die ASB Classic 2025 war der Name eines Tennisturniers der WTA Tour 2025 für Damen sowie eines Tennisturniers der ATP Tour 2025 für Herren in Auckland. Das Damenturnier fand vom 30. Dezember 2024 bis 5. Januar 2025, das Herrenturnier vom 6. bis 11. Januar 2025 statt.

## Herrenturnier
→ Qualifikation: ASB Classic 2025/Herren/Qualifikation

## Damenturnier
→ Qualifikation: ASB Classic 2025/Damen/Qualifikation